# كين بيج
كين بيج (بالإنجليزية: Kenneth Page)‏ هو مغني وموسيقي وممثل أمريكي، ولد في 20 يناير 1954 بسانت لويس في الولايات المتحدة. من الجوائز التي نالها جائزة المسرح العالمي سنة 1977.

## أعمال

### أفلام
- (1993) كابوس قبل عيد الميلاد[6][7][8]
- (2006) فتيات الحلم[9]

## جوائز
- جائزة المسرح العالمي (1977)

## وصلات خارجية
- كين بيج على موقع IMDb (الإنجليزية)
- كين بيج على موقع ألو سيني (الفرنسية)
- كين بيج على موقع ميوزك برينز (الإنجليزية)
- كين بيج على موقع أول موفي (الإنجليزية)
- كين بيج على موقع قاعدة بيانات برودواي على الإنترنت (الإنجليزية)
- كين بيج على موقع قاعدة بيانات الأفلام السويدية (السويدية)
- كين بيج على موقع ديسكوغز (الإنجليزية)
- كين بيج على موقع قاعدة بيانات الفيلم (الإنجليزية)
- كين بيج على موقع كينوبويسك (الروسية)